# Prosuberites laughlini
Prosuberites laughlini är en svampdjursart som först beskrevs av Diaz, Alvarez och van Soest 1987.  Prosuberites laughlini ingår i släktet Prosuberites och familjen Suberitidae. Inga underarter finns listade i Catalogue of Life.